# Chaméane (rivière)
Pour les articles homonymes, voir Chaméane.
La Chaméane est une rivière française qui coule en Auvergne-Rhône-Alpes, dans le département du Puy-de-Dôme. C'est un affluent de l'Eau Mère en rive gauche, donc un sous-affluent de l’Allier puis de la Loire.

## Géographie
La Chaméane prend sa source dans les monts du Livradois, au hameau de Lair (commune d'Aix-la-Fayette) à 1 075 mètres d'altitude. Le ruisseau s'appelle à cet endroit "ruisseau du Veysson". Il se dirige d'abord vers le nord, puis, au niveau du village de Pouveroux il reçoit l'apport du ruisseau de Chomeil. Il s'enfonce ensuite dans de profondes gorges et se dirige vers le nord-ouest. Au lieu-dit "Cacherat" il rencontre un autre ruisseau et à la hauteur des bois du Moulin Neuf il prend le nom de Chaméane. La rivière rejoint l'Eau Mère en rive gauche après Sauxillanges.

## Communes traversées
La Chaméane longe ou traverse huit communes, toutes situées dans le Puy-de-Dôme.
- Aix-la-Fayette, Saint-Germain-l'Herm, Vernet-la-Varenne, Saint-Genès-la-Tourette, Chaméane, Saint-Étienne-sur-Usson, Saint-Quentin-sur-Sauxillanges, Sauxillanges.

## Affluents
La Chaméane compte deux affluents référencés parmi lesquels :
- Ruisseau du Chomeil